# Henflingen
Henflingen je občina v departmaju Haut-Rhin francoske regije Alzacija.
Leta 1990 je v občini živelo 135 oseb oz. 51 oseb/km².